# Philadelphia White Stockings
O Philadelphia White Stockings foi uma das primeiras equipes de beisebol. Foram membros da National Association de 1873 até 1875. Suas partidas em casa eram jogadas no Jefferson Street Grounds. Eram treinados por Fergy Malone, Jimmy Wood, Bill Craver, Mike McGeary e Bob Addy.
Durante sua existência de três anos, o White Stockings venceu 102 jogos e perdeu 77 com uma porcentagem de vitórias de 57%.